# Nazca
Nazca (ou Nasca) é uma cidade peruana localizada no centro-sul do Peru, capital da província de Nazca, localizada na margem direita do rio Aja, um afluente do Rio Grande. Está situada a 450 km ao sul da cidade de Lima, em um vale estreito a 520 metros. 
Nazca é muito visitada por turistas de todas as partes do mundo que vão à cidade histórica em busca das famosas Linhas de Nazca, geoglifos compostos por linhas, formas geométricas e silhuetas que  recobrem mais de 1000 km2 no deserto e até hoje são um mistério para arqueólogos, estudiosos e também místicos em geral. Descobertas, em 1927, pelo arqueólogo Paul Kosok durante um sobrevoo pela região em busca de solucionar dúvidas de pesquisadores locais, as figuras de extensas dimensões, traçadas sobre a vasta pampa desértica, chamaram muito a atenção. Pesquisadores diversos, depois disso, tentaram descobrir como foram feitas e o porquê de estarem ali. Elas foram declaradas "Patrimônio Cultural da Humanidade" pela UNESCO  em 1994.   
Maria Reiche, matemática alemã, estudou por quatro décadas as linhas que ressaltam as representações de macacos, aranhas, répteis, peixes, pássaros. Na sua opinião, elas se tratavam de um gigantesco calendário astronômico. Estudos recentes apontam em outras direções, talvez se tratasse de uma rede hidráulica ou um local de rituais aos deuses, mas nenhuma conclusão pode ser dada como definitiva. 
As datações de carbono 14, feitas com pedaços de jarras de argila não queimada encontradas perto dos desenhos indicam uma data de aproximadamente 500 anos D.C. 
É possível sobrevoar as linhas, em visitas guiadas, por meio de ultraleves credenciados por companhias locais.
Sua paisagem é desértica, e tem poucas árvores e o clima é muito seco.